# 斯特伦斯塔德市镇
58°56′N 11°10′E / 58.933°N 11.167°E
斯特伦斯塔德市镇（瑞典語：Strömstads kommun）是瑞典西部西约塔兰省的一个市镇。其治所位于斯特伦斯塔德。